# Caso

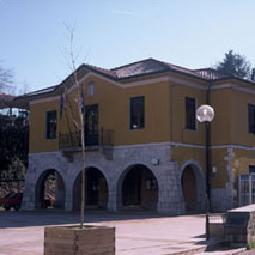
Aytocaso

Caso este o comună din pricipatul Asturias, Spania. În 2006 avea 1.961 locuitori.